# Vùng lịch sử
Vùng lịch sử (hoặc khu vực lịch sử) là các khu vực địa lý tại một thời điểm nào đó có chung văn hóa, dân tộc, ngôn ngữ hoặc chính trị, bất kể biên giới ngày nay. Chúng được sử dụng làm phân định để nghiên cứu và phân tích sự phát triển xã hội của các nền văn hóa cụ thể theo từng thời kỳ mà không có bất kỳ tham chiếu nào đến các tổ chức chính trị, kinh tế hoặc xã hội đương thời.

Nguyên tắc cơ bản nền tảng cho quan điểm này là tồn tại các cấu trúc chính trị và tinh thần cũ có ảnh hưởng lớn hơn đến bản sắc không gian-xã hội của các cá nhân so với cách hiểu của thế giới đương đại, bị ràng buộc và thường bị che khuất bởi thế giới quan của chính nó - ví dụ như tập trung vào quốc gia.

Định nghĩa của các vùng khác nhau, và vùng lãnh thổ có thể bao gồm các vùng lớn như Châu Âu, vùng lãnh thổ của truyền thống quốc gia hoặc các tiểu vùng nhỏ hơn. Sự gần gũi về địa lý là điều kiện tiên quyết thường được yêu cầu để xuất hiện bản sắc vùng. Ở châu Âu, bản sắc vùng thường bắt nguồn từ Thời kỳ Di cư nhưng đối với quan điểm đương đại thường liên quan đến thời kỳ chuyển đổi lãnh thổ 1918–1920, và một thời kỳ khác trong thời kỳ hậu Chiến tranh Lạnh.
Một số khu vực/vùng hoàn toàn được phát minh ra, chẳng hạn như nhà chiến lược quân sự Alfred Thayer Mahan phát minh ra khái niệm Trung Đông vào năm 1902 để chỉ khu vực Vịnh Ba Tư.